# Corythoichthys flavofasciatus
Corythoichthys flavofasciatus és una espècie de peix de la família dels singnàtids i de l'ordre dels singnatiformes.

## Morfologia
- Els mascles poden assolir 12 cm de longitud total.[1][2]

## Reproducció
És ovovivípar i el mascle transporta els ous en una bossa ventral, la qual es troba a sota de la cua.

## Depredadors
A la Polinèsia Francesa és depredat per Epinephelus merra.

## Hàbitat
És un peix marí de clima tropical i associat als esculls de corall que viu fins als 25 m de fondària.

## Distribució geogràfica
Es troba des del Mar Roig i l'Àfrica oriental fins a les Tuamotu, les Illes Ryukyu, el nord d'Austràlia i les Illes Australs.